# داستان دست‌انداز
 داستان دست‌انداز فیلمی به کارگردانی کمال تبریزی و نویسندگی فرزاد فخری‌زاده و تهیه‌کنندگی محمد آفریده محصول سال ۱۳۹۸ است. این فیلم قرار بود در سی و نهمین دوره جشنواره فیلم فجر حضور داشته باشد اما به دلایلی توقیف شد و در نخستین جشنواره هنر زنده است به نمایش درآمد.

## خلاصه داستان
رها که علاقمند به نویسندگی است آخرین داستان خود را با آرزوهایش همراه می‌کند.

## عوامل
طراحی و ترکیب صدا: محمدرضا دلپاک، طراح گریم: مهرداد میرکیانی، برنامه‌ریز و دستیار یک کارگردان: نوا روحانی، منشی صحنه: ماریا میرنژاد، مدیر فیلمبرداری: علی تبریزی، سرپرست گروه فیلمبرداری: محمد ابراهیمیان، طراح صحنه و لباس: مشکین مهرگان، طراح گریم: مهرداد میرکیانی، مدیر صدابرداری: عباس رستگارپور، آهنگساز: امین هنرمند، تدوینگر: سپیده عبدالوهاب، عکاس: زهرا مصفا، مجری طرح و مدیر تولید: علیرضا ابوالقاسمی نژاد، مدیر تدارکات: ظهیر پیرهادی